# چایوویتسه
چایوویتسه (به لهستانی:  Czajowice) یک روستا در لهستان است که در گمینا ویلکا ویش واقع شده‌است. چایوویتسه ۵۶۲ نفر جمعیت دارد.